# Adzaneta
Adzaneta är en ort i Spanien.   Den ligger i provinsen Província de Castelló och regionen Valencia, i den östra delen av landet, 300 km öster om huvudstaden Madrid. Adzaneta ligger 403 meter över havet och antalet invånare är 1 462.
Terrängen runt Adzaneta är kuperad. Runt Adzaneta är det glesbefolkat, med 15 invånare per kvadratkilometer. Närmaste större samhälle är L'Alcora, 16,8 km söder om Adzaneta. Omgivningarna runt Adzaneta är i huvudsak ett öppet busklandskap.